# Séf bácsi visszatér
A Séf bácsi visszatér (The Return of Chef) a South Park című animációs sorozat 140. része (a 10. évad 1. epizódja). Elsőként 2006. március 22-én sugározták az Egyesült Államokban. Magyarországon 2007. október 6-án mutatta be az MTV.
Isaac Hayes sorozatból való távozása adta az epizód apropóját, miután az Egy házba zárt közösség című epizódban a sorozat készítői megsértették az általa is gyakorolt szcientológia vallást. A sorozatbeli Séf bácsit egy titkos társaság agymosásnak vetette alá, a készítők így jelenítették meg a szcientológiai egyházat bírálók egyik leggyakoribb állítását, az agymosó technikák alkalmazását a tagok körében.

## Cselekmény
|  | Alább a cselekmény részletei következnek! |

Az epizód kezdetén látható visszaemlékezés szerint Séf bácsi elutazott South Parkból, mert unalmasnak találta az életét, és belépett a Szuper Kalandorok Klubjába. Sok idő elteltével most visszatér, és mindenki kitörő örömmel fogadja. A gyerekek azonban hamarosan változást vesznek észre rajta; Séf pedofilként kezd viselkedni és félreérthetetlen kijelentésekkel próbál elcsábítani kiskorúakat. Az eset hamarosan feltűnik a rendőrségnek is, és Séf komoly bajba kerül. Nem sokkal ezután a gyerekek elmennek a Szuper Kalandorok Klubjának főhadiszállására, amelyről kiderül, hogy nem utazgató-felfedező klub (mivel az a Kalandorok Klubja), hanem olyan klub, amely gyerekeket molesztál a világ minden pontján, az örök fiatalság elérése céljából. A fiúk Séfet egy pszichológushoz küldik, aki megállapítja, hogy a férfin nyilvánvalóan agymosást hajtottak végre.
A gyerekek – hogy barátjuk emlékeit helyreállítsák – elviszik Séfet egy sztriptízbárba. Ott egy meglehetősen terebélyes táncosnő segítségével Séf újra magához tér, ám a kalandorok megtalálják, elkábítják, és magukkal hurcolják. A főhadiszállásukon tartják foglyul, és agymosással újra pedofilt akarnak belőle csinálni. A gyerekek azonban sikeresen kiszabadítják barátjukat, és mindannyian menekülnek. Ám a kalandorok vezetője végül mégis visszacsábítja Séfet, aki a fiúk győzködése ellenére egy függőhídon keresztül visszaindul a klubba.
Ám ekkor villám csap a hídba, mely kigyullad, leszakad, és Séf a mélybe zuhan. Zuhanás közben ráesik néhány sziklára, majd egy kiálló fatörzs felnyársalja. Ezután megtámadja egy puma és egy grizzly medve. A kalandorok egyik tagja le akarja lőni a két vadállatot, de Séfet találja el. Aztán a két állat letépi Séf arcát, majd kettészakítják a testét. Eric Cartman hisz benne, hogy a szakács még mindig él („Most komolyan, köztudott, hogy mielőtt az ember meghal, összesza…”), de végül Séf záróizmai is elengednek, és a nadrágjába csinál.
South Parkban a gyerekek megemlékezést szerveznek Séf tiszteletére, melyen sok korábbi szereplő is feltűnik (mintpéldául Kathy Lee Gifford akivel Séf az 1. évad 2. részében szeretkezett). A szertartáson Kyle Broflovski mond megindító gyászbeszédet: „...Sokan közülünk nem értettünk egyet Séf bácsi múltbéli döntéseivel. És néhányunk zavartan, kényelmetlenül érezte magát, miután ide visszatért. De nem hagyhatjuk, hogy az elmúlt napok beárnyékolják azt a sok szépet, amit a Séf bácsi adott nekünk. Én arra a vidám Séf bácsira fogok emlékezni, aki mindig dalra fakadt, arra a Séf bácsira, aki tanácsaival segítette az életünket...” Kyle hozzáteszi, hogy tetteiért nem Séfet kell elítélni, hanem „azt a rohadt moleszterálós klubot, ami megrontotta” (ezzel egyben burkoltan utalva a szcientológia egyházra és Isaac Hayes-re).
Az epizód végén a kalandorok egy Darth Vader öltözékére emlékeztető ruhát adnak a halálból feltámasztott Séfre, kiegészítve egy vörös színű, fénykardra emlékeztető konyhai szedőlapáttal. Ezután ellenőrző kérdéseket tesznek fel neki, hogy az agymosás eredményéről megbizonyosodjanak. Ekkor egyértelművé válik, hogy Darth Séf pedofil.

## Érdekesség
Séf eredeti hangját több epizódból vágták össze, a magyar változatban Harsányi Gábor szinkronizált, összevágás nélkül. Darth Séf eredeti hangját Peter Serafinowicz adta, aki a Csillagok háborúja első részében Darth Maul hangja volt.

## Fogadtatás
Az epizódot eredeti sugárzásakor több mint 3,5 millióan látták, ebből 2,3 millió fő 17 és 49 év közötti volt. A Comedy Central szóvivője szerint a Séf bácsi visszatér a legnézettebb évadpremier a 2002-es Jared HÍV-e óta.
A nézettség mellett a kritikai fogadtatás is viszonylag kedvezőnek mondható; Eric Goldman az IGN weboldalon 10-ből 8 pontot adott rá, megemlítve Séf hangjának megalkotását korábbi részek alapján, melyet különösen szórakoztatónak talált. Továbbá azt is elmondta, hogy Kyle gyászbeszéde „elárulja, mit érezhet Trey Parker és Matt Stone valójában Hayes távozása miatt”. Adam Finley a TV Squadtól szintén kritikát írt az epizódról, melyben azt „a sorozat egyik legviccesebb és legemlékezetesebb részének” nevezi.

## Külső hivatkozások
- Séf bácsi visszatér Archiválva 2008. március 25-i dátummal a Wayback Machine-ben a South Park Studios hivatalos honlapon
- Séf bácsi visszatér az Internet Movie Database oldalon (angolul)